# Chapecó
Chapecó är en stad och kommun i Brasilien och ligger i delstaten Santa Catarina. Kommunen hade år 2014 cirka 202 000 invånare.

## Administrativ indelning
Kommunen var 2010 indelad i fem distrikt:
- Alto da Serra
- Chapecó
- Figueira
- Gôio-En
- Marechal Bormann